# Ludwik Fiszer
Ludwik Fiszer herbu Tarczała, (ur. 20 sierpnia 1799 w Sieradzu - zm. 5 maja 1877 w  Łomży) – prawnik, bratanek generała Stanisława Fiszera.
Pochodził z rodziny ewangelickiej wywodzącej się z Prus. Dziadek Karol Ludwik (zm. 1783) był najpierw pułkownikiem wojsk rosyjskich, potem, po przejściu na służbę polską ok. 1761, generałem adiutantem króla Stanisława Augusta. W roku 1768 otrzymał polski indygenat z herbem Tarczała. Ojciec Wilhelm (zm. 1833), żonaty z Joanną z Szeńskich, uczestnik insurekcji kościuszkowskiej, był generałem brygady Księstwa Warszawskiego.
Ludwik ukończył Liceum Warszawskie i podjął studia prawa na UW. Członek nielegalnej organizacji studenckiej Panta Koina. 23 lutego 1829 w katedrze warszawskiej poślubił Różę Teklę Węgierską herbu Wieniawa. Miał za nią dwie córki i zmarłego w wieku 9 lat syna Franciszka. Po wybuchu powstania listopadowego walczył w randze kapitana w Pułku Strzelców Konnych Gwardii i wyróżnił się w bitwie o Olszynkę Grochowską.
Po klęsce powstania Fiszer wyprowadził się z Warszawy do majątku rodzinnego Zawrocie (dobra Wysokie Mazowieckie), który odkupił od szwagra, Ludwika Węgierskiego h. Wieniawa i działał m.in. jako sędzia pokoju powiatu tykocińskiego.
Rodzina Fiszerów posiada grobowiec rodzinny na cmentarzu ewangelickim w Warszawie (Al.16 nr 25).